# Avan (Szwecja)
Avan – miejscowość (tätort) w Szwecji, w regionie administracyjnym (län) Norrbotten, w gminie Luleå.
Według danych Szwedzkiego Urzędu Statystycznego liczba ludności wyniosła: 213 (31 grudnia 2015), 210 (31 grudnia 2018) i 200 (31 grudnia 2019).